# 葉月みのり
葉月みのり（はづきみのり）は、日本のイネの品種名および銘柄名。新潟県の極早生良食味品種である。葉月の8月中旬に収穫できることから命名。

## 概要
1996年、新潟県農業試験場（新潟県農業総合研究所 作物研究センター）で、長1308（新潟54号）と長1088（こしいぶき）を人工交配。2018年1月18日、品種登録を申請。2019年、本格販売。
- 交配系譜

| 長1308（新潟54号） | 長1308（新潟54号） | 長1308（新潟54号） | 長1308（新潟54号） | 長1308（新潟54号）     | 長1308（新潟54号） |  |  | 長1088（こしいぶき） | 長1088（こしいぶき） | 長1088（こしいぶき） | 長1088（こしいぶき） | 長1088（こしいぶき） | 長1088（こしいぶき） |  |  |  |  |  |  |
| 長1308（新潟54号） | 長1308（新潟54号） | 長1308（新潟54号） | 長1308（新潟54号） | 長1308（新潟54号）     | 長1308（新潟54号） |  |  | 長1088（こしいぶき） | 長1088（こしいぶき） | 長1088（こしいぶき） | 長1088（こしいぶき） | 長1088（こしいぶき） | 長1088（こしいぶき） |  |  |  |  |  |  |
|                    |                    |                    |                    |                        |                    |  |  |                      |                      |                      |                      |                      |                      |  |  |  |  |  |  |
|                    |                    |                    |                    | 葉月みのり（新潟83号） |                    |  |  |                      |                      |                      |                      |                      |                      |  |  |  |  |  |  |